# Wayne Maki
Wayne Maki, född 10 november 1944, död 12 maj 1974, var en kanadensisk professionell ishockeyforward som tillbringade sex säsonger i den nordamerikanska ishockeyligan National Hockey League (NHL), där han spelade för Chicago Black Hawks, St. Louis Blues och Vancouver Canucks. Han producerade 136 poäng (57 mål och 79 assists) samt drog på sig 182 utvisningsminuter på 246 grundspelsmatcher.
Maki spelade också för Buffalo Bisons i American Hockey League (AHL); St. Louis Braves och Dallas Black Hawks i Central Professional Hockey League (CPHL)/Central Hockey League (CHL) samt St. Catharines Black Hawks i OHA-Jr.
Maki var förmodligen mest känd för att varit delaktig i en av NHL:s mest uppmärksammade incidenter på isen. Det var under en försäsongsmatch, inför säsongen 1969–1970 och spelades mellan Boston Bruins och St. Louis Blues, som Maki började bråka med motståndaren Ted Green och de båda svingade sina ishockeyklubbor mot varandra. Det slutade med att Green smällde till Maki under ena ögat medan Maki svarade med att drämma till Green på högra sidan av dennes huvud vilket gjorde att Green föll omkull. Green kördes med ilfart till sjukhus och genomgick en femtimmars operation. Läkarna kunde konstatera att Green ådrog sig både skallfraktur och hjärnskada. Båda blev polisanmälda men ärendet lades ner. Det var första gången som NHL-spelare hade blivit polisanmälda för något som hände under en match. NHL stängde av Maki i 30 dagar medan Green fick 13 matchers avstängning.
Under säsongen 1972–1973 hade han idel problem med huvudvärk och läkare började undersöka detta och upptäckte i december 1972 att Maki hade fått hjärntumör. De opererade bort tumören men gav honom bara ett halvår att leva. Han levde dock fram tills den 12 maj 1974. Maki efterlämnade fru och två barn.
Han var bror till Chico Maki.

## Statistik
| 1962–1963       | Sault Ste. Marie Greyhounds | NOJHL           | 40  | 20 | 19 | 39  | 8   | 5  | 5  | 0 | 5  | 7  |
| 1963–1964       | Sault Ste. Marie Greyhounds | NOJHL           | 36  | 43 | 31 | 74  | 44  | 17 | 17 | 7 | 24 | 24 |
| 1964–1965       | St. Catharines Black Hawks  | OHA-Jr.         | 56  | 29 | 48 | 77  | 43  | —  | —  | — | —  | —  |
|                 | St. Louis Braves            | CPHL            | 3   | 0  | 0  | 0   | 4   | —  | —  | — | —  | —  |
| 1965–1966       | St. Louis Braves            | CPHL            | 69  | 25 | 26 | 51  | 46  | 2  | 0  | 1 | 1  | 13 |
| 1966–1967       | St. Louis Braves            | CPHL            | 67  | 31 | 28 | 59  | 69  | —  | —  | — | —  | —  |
| 1967–1968       | Chicago Black Hawks         | NHL             | 49  | 5  | 5  | 10  | 32  | 2  | 1  | 0 | 1  | 2  |
|                 | Dallas Black Hawks          | CPHL            | 12  | 5  | 7  | 12  | 14  | 5  | 2  | 1 | 3  | 17 |
| 1968–1969       | Chicago Black Hawks         | NHL             | 1   | 0  | 0  | 0   | 0   | —  | —  | — | —  | —  |
|                 | Dallas Black Hawks          | CPHL            | 50  | 25 | 24 | 49  | 74  | 11 | 7  | 7 | 14 | 37 |
| 1969–1970       | St. Louis Blues             | NHL             | 16  | 2  | 1  | 3   | 4   | —  | —  | — | —  | —  |
|                 | Buffalo Bisons              | AHL             | 40  | 13 | 20 | 33  | 72  | 14 | 4  | 4 | 8  | 61 |
| 1970–1971       | Vancouver Canucks           | NHL             | 78  | 25 | 38 | 63  | 99  | —  | —  | — | —  | —  |
| 1971–1972       | Vancouver Canucks           | NHL             | 76  | 22 | 25 | 47  | 43  | —  | —  | — | —  | —  |
| 1972–1973       | Vancouver Canucks           | NHL             | 26  | 3  | 10 | 13  | 6   | —  | —  | — | —  | —  |
| NHL totalt      | NHL totalt                  | NHL totalt      | 246 | 57 | 79 | 136 | 184 | 2  | 1  | 0 | 1  | 2  |
| CPHL/CHL totalt | CPHL/CHL totalt             | CPHL/CHL totalt | 201 | 76 | 85 | 171 | 207 | 18 | 9  | 9 | 18 | 67 |